# Musée Maurice-Ravel
Pour les articles homonymes, voir Belvédère.
Le Belvédère, actuel Musée Maurice-Ravel, est le nom de la maison située à Montfort-l'Amaury (Yvelines) que le compositeur Maurice Ravel habita pendant seize ans de 1921 jusqu'à l'année de sa mort dans une clinique à Paris en 1937,.

## Historique

### La maison
C'est à son amie Georgette Marnold, fille de son ami critique musical Jean Marnold, que revient le mérite d'avoir trouvé le Belvédère en décembre 1920. Le 25 mars 1920, le musicien lui avait confié la mission de lui trouver une maison en ces termes : « je vais vous prier de vous enquérir d’une bicoque à 30 km au moins de Paris. Vous avez le temps : je ne compte pas rentrer avant fin avril. [...] Je pense quelquefois à un admirable couvent, en Espagne. Mais, sans la foi, ce serait complètement idiot. Et le moyen d’y composer des valses viennoises et autres fox-trotts ? ».
Cette maison relativement modeste et exiguë, acquise en janvier 1921, doit son nom à sa situation à flanc de coteau et au panorama qu'elle offre sur la ville de Montfort-l'Amaury et la forêt de Rambouillet en arrière-plan. C'est dans cette maison que le compositeur a composé presque toutes ses œuvres à partir de 1921, notamment L'Enfant et les Sortilèges, les Chansons madécasses, le fameux Boléro, l'orchestration du Menuet antique, le Concerto en sol pour piano et orchestre, le Concerto pour la main gauche.
Entre la tournée en Amérique du Nord de janvier à avril 1928 et la composition du Boléro de fin juillet à octobre 1928, fut organisée une grande fête en l'honneur du compositeur au domicile de celui-ci avec environ cinquante invités dont Jane Bathori, Pierre-Octave Ferroud, le pianiste Henri Gil-Marchex, Vladimir Golschmann, Arthur Honegger, Hélène Jourdan-Morhange, Joaquin Nin, Roland-Manuel, Alexandre Tansman, etc. Cette surprise-party, connue comme « L’impromptu de Montfort-l’Amaury », préparée par la cantatrice Marcelle Gerar, fut l'occasion d'inaugurer le buste de Maurice Ravel réalisé entre 1927 et début 1928 par son ami Léon Leyritz,.

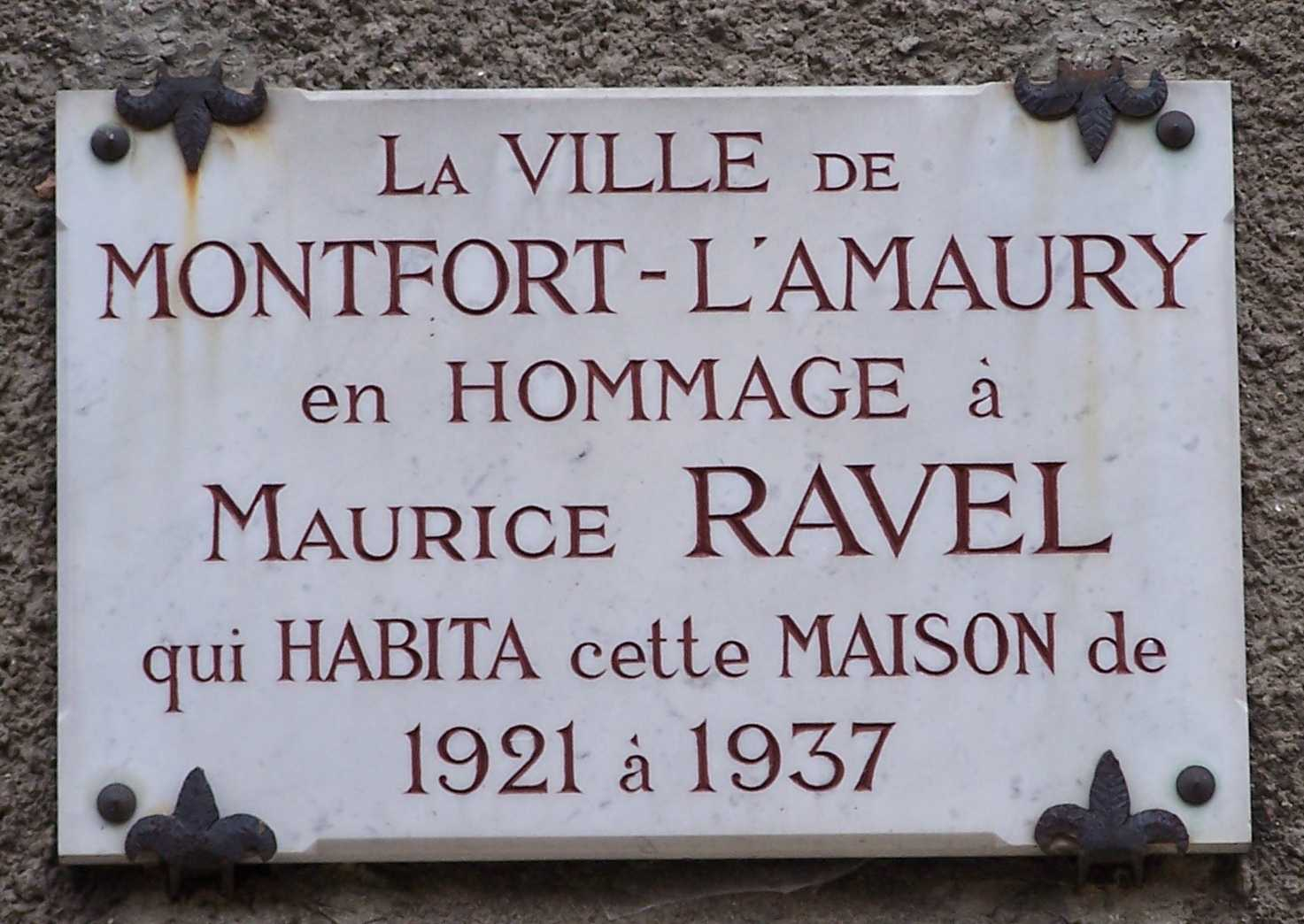
Plaque commémorative apposée le 28 décembre 1947 sur la maison.

La maison, héritée par le frère du musicien, Édouard Ravel (1878-1960), resta tout d'abord sous la garde de la fidèle gouvernante d'origine bretonne du musicien, Mme Marie Reveleau (1871-1952),. Pendant cette période, à l’occasion du 10e anniversaire du décès du compositeur, le 28 décembre 1947, la Mairie rendit hommage au compositeur en apposant une plaque commémorative sur la façade du Belvédère, cérémonie qui fut suivie d’un discours de Germaine Beaumont et d’un concert à la Salle des Fêtes de la Mairie.
À la mort de Mme Reveleau, Édouard Ravel dut trouver une solution pour la conservation de la maison de son frère. Sur la recommandation probable du Dr Robert Le Masle -et/ou, moins probable, du romancier Jacques de Lacretelle-, tous deux proustiens et anciens amis de Maurice Ravel, la garde du Belvédère fut confiée conjointement en 1954 à Céleste Albaret, ancienne gouvernante de Marcel Proust, et à sa sœur Marie Gineste. Une convention de gardiennage fut même signée à Levallois-Perret par les deux sœurs et Édouard Ravel le 10 mars 1955, pour une durée de vingt ans. Toutefois, Céleste Albaret dut quitter le Belvédère en 1970. À l’occasion de la célébration du 20e anniversaire de la mort du compositeur, le 28 décembre 1957, le Quatuor Serge Blanc donna un concert dans le jardin du Belvédère.

### Le musée

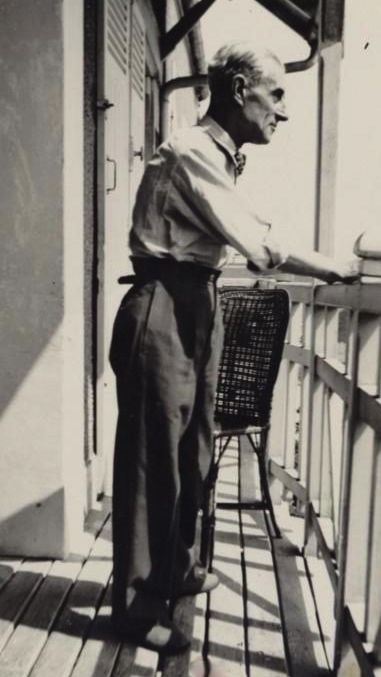
Maurice Ravel au balcon du Belvédère vers 1930.

Dans son deuxième testament authentique du 18 juillet 1958, Édouard Ravel légua le Belvédère à la Réunion des musées nationaux. Trois ans après la mort du frère du compositeur, le 5 avril 1960, dans un Décret du 10 avril 1963, le Ministère d’État chargé des Affaires culturelles autorisa la RMN à accepter le legs et à signer un bail emphytéotique avec la Ville de Montfort-l'Amaury,. Il fallut toutefois attendre novembre 1971 pour la concrétisation du legs puis la signature d'un bail emphytéotique d'une durée de 99 ans au bénéfice de la Ville de Montfort-l'Amaury.
Après des travaux en 1972-1973 effectués par la Ville afin notamment d'aménager la cuisine en espace d'accueil pour les visiteurs, le musée ouvrit officiellement en tant que tel le 18 mai 1973, en présence du maire Georges Labadie, qui avait connu Maurice Ravel, et du sous-préfet de Rambouillet, Jacques Gandouin, qui n'a jamais cessé de se battre pour le musée. Il avait d'ailleurs organisé à Montfort-l'Amaury, le 29 décembre 1962, une célébration du 25e anniversaire de la mort de Maurice Ravel (la veille) : au programme préparé par Colette Loubet, une conférence de Vladimir Jankélévitch, et un concert donné par Madeleine de Valmalète, Henri Merckel, Ginette Guillamat, Marie-Louise Pugnet-Caillard et le Quatuor Lœwenguth,,,. Depuis 1973, les guides de la maison-musée ont été Madame Merlin, sa fille Claudine Merlin et, de 1986 à 2017, Mme Claude Moreau (1930-2024),,,,,,,,.
D'avril à juin 1975, des objets du Musée Maurice-Ravel furent prêtés pour une exposition Maurice Ravel organisée à la Bibliothèque nationale, dans la Galerie Mansart, à l'occasion du centenaire de la naissance du compositeur, le 7 mars 1975. Afin de commémorer cet anniversaire, les 23, 24 et 25 avril 1975, la Ville de Montfort-l'Amaury organisa un Festival Maurice Ravel. Un buste de Maurice Ravel, offert par le Secrétariat d'État à la Culture, fut alors inauguré au cimetière-cloître de Montfort-l'Amaury.
Grâce notamment à l'action du préfet Jacques Gandouin et de Manuel Rosenthal, respectivement vice-président et président de la Fondation Maurice Ravel jusqu'à leur disparition en 2003, Le Belvédère a été inscrit au titre des Monuments historiques en 1994 et bénéficie du label Musée de France depuis 2003.
À compter de 1995, des restaurations de mobilier ont été financées par la Ville et par l'association « Maurice Ravel et Montfort-l'Amaury ». À partir de 1996, la Ville finance des travaux de gros œuvre et de second œuvre, tant à l'intérieur qu'à l'extérieur du Belvédère, sous le contrôle de la DRAC.
En 2000, le jardin a été replanté dans l'esprit japonisant désiré par le compositeur, d'après des documents d'archives et sur les conseils de Marie-Huguette Hadrot, historienne des Yvelines, et du jardinier en chef du jardin Albert Kahn de Boulogne-Billancourt.
En 2002-2003, d'importants travaux de restauration du Belvédère ont été réalisés sous l'égide des Monuments historiques et de l'association « Maurice Ravel et Montfort-l'Amaury ». En septembre 2004 le musée a rouvert,. Depuis, en 2011, le musée a également obtenu le label « Maison des illustres ».

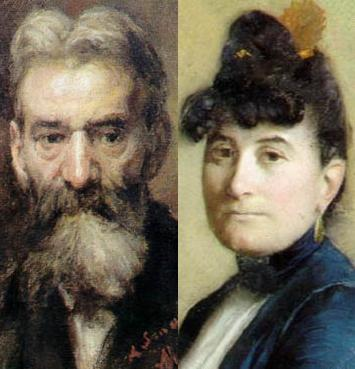
Portraits de Joseph Ravel et Marie Delouart (détails) dans le salon de musique du Belvédère, peints respectivement par Marcellin Desboutin et Édouard John Ravel.

Des visites guidées en petits groupes y sont organisées chaque week-end, et en semaine sur rendez-vous. La maison contient de nombreux objets précieux et insolites. En effet, Ravel collectionnait des bibelots, objets surprenants et merveilleux. Il veilla avec un soin tout particulier à la décoration de sa maison, parfaitement à son image. Dans le salon de musique se trouvent le bureau du compositeur et son piano Érard fabriqué en 1908 et acquis en 1911, et qui a voyagé du 4 avenue Carnot à Paris où il se trouvait jusqu'en 1917, à la Villa Helena à Saint-Cloud jusqu'à l'installation au Belvédère qui débuta en janvier 1921. Dans cette pièce de la maison se trouvent aussi, outre de nombreux objets et souvenirs, cinq portraits de famille : deux portraits du compositeur enfant, l'un par son oncle suisse Édouard Ravel et l'autre peint en 1886 par Léon Tanzi ; un de son frère cadet Édouard Ravel enfant par l'oncle suisse Édouard Ravel, un de sa mère Marie Delouart (1840-1917) également par l'oncle Édouard Ravel et un de son père Joseph Ravel (1832-1908) par Marcellin Desboutin. Dans la salle à manger, se trouve entre autres un buste réaliste de Maurice Ravel réalisé l'été 1928 par Louise Ochsé, nièce de Gabriel Astruc.
En 2017, Claude Moreau, la guide dévouée du Belvédère depuis les années 1980, a été démise de ses fonctions à la suite d'incidents survenus lors d'une visite de Charles Dutoit, habitué du Belvédère depuis 1961, et Martha Argerich, qui y venait pour la première fois,,,,,. En 2018, un rapport de l'inspection générale des Musées de France, rédigé par Bruno Saunier, a été rendu public et fait plusieurs préconisations : le classement aux monuments historiques ; la destruction d'un bâtiment construit en 1987 dans le potager et qui masque la vue depuis le salon de musique ; confier aux conservateurs du musée national de Port-Royal des Champs le soin de surveiller les collections et de rédiger un projet culturel et scientifique ; acheter une maison voisine et la transformer en centre d'interprétation ; faire expertiser le piano par le musée de la Musique de la Cité de la Musique et établir un protocole pour autoriser certaines personnes à jouer sur le piano ; recueillir le témoignage de Claude Moreau.
En 2019, l'inscription de la maison au titre des Monuments historiques de 1994 a été remplacée par une inscription plus large, incluant le jardin du domaine. En 2022, l'ensemble a été classé.
Au printemps 2023, des scènes du film Boléro d'Anne Fontaine, avec Raphaël Personnaz dans le rôle de Maurice Ravel, ont été tournées au Belvédère, sortie en salle le 6 mars 2024,.
Depuis juin 2023, le musée a une attachée de conservation en la personne d’Anne Million-Fontaine, à ne pas confondre avec la réalisatrice.
Le 15 novembre 2023, le Musée Maurice Ravel a reçu une donation de l’association des Amis de Maurice Ravel présidée par Manuel Cornejo. Le don comprend plusieurs œuvres d’art, dont un tableau représentant Pierre-Joseph Ravel, le père ingénieur du compositeur, en 1880, peint par son frère Édouard Ravel, oncle suisse du musicien ; un dessin préparatoire et une gravure représentant Maurice Ravel, en 1928, par Marcel Amiguet ; un exemplaire en grès du buste de Maurice Ravel, de 1927-1928, par Léon Leyritz, ayant appartenu au musicien Émile Passani ; un moulage de la main de Marguerite Long, créatrice du Tombeau de Couperin et du Concerto pour piano et orchestre (dit en sol) de Maurice Ravel, offert par la famille de Joseph de Marliave. La donation inclut aussi des documents d’archives dont des photographies anciennes du Belvédère des collections privées de Jean Milhau, du préfet Jacques Gandouin et de Claude Moreau,,,,,.
Du 3 décembre 2024 au 15 juin 2025, le musée prête environ soixante-dix objets pour l'exposition Ravel Boléro organisée à la Philharmonie de Paris à l'occasion du 150e anniversaire de la naissance de Maurice Ravel,.
Le 7 mars 2025, pour commémorer le 150e anniversaire de naissance du compositeur, un double événement a été organisé au Belvédère par la Ville de Montfort-l’Amaury : le lancement d’un nouveau timbre Maurice Ravel par Philaposte, du groupe La Poste, dans un bureau de poste éphémère,,,, ; le lancement en avant-première de la nouvelle édition de la correspondance de Maurice Ravel aux éditions Gallimard, avec signature du livre par son éditeur scientifique, Manuel Cornejo,.
Le Belvédère se visite sur rendez-vous auprès de la Maison du tourisme de Montfort-l'Amaury, par groupe de six personnes au plus.